# Luzio Dolci
Luzio (Lucio) Dolci ou Dolce ou encore De la Dolce (Casteldurante, vers 1516 - 1591) est un peintre italien maniériste.

## Biographie
Luzio Dolci, fils du peintre Ottaviano et de Pantasilea, fut actif dès 1536. Il est probablement né à Casteldurante (actuellement Urbania) au cours du premier quart du XVIe siècle.
Luzio Dolci a effectué sa première formation artistique dans l'atelier de son père. Les historiens de l'art estiment que probablement à partir de 1541, Dolci a suivi à Rome Giustino Salvolini appelé à travailler auprès de Taddeo Zuccari et avec Perin del Vaga.  
En 1552, il épouse Dionora Castellani avec 375 florins de dot et en 1565 en secondes noces Mirabile Tiranni issue d'une importante famille de Casteldurante, de laquelle il eut Giovanbattista (artiste de majolique), et Michelina, dotée de 500 écus.
En 1558 Luzio Dolci, élève et collaborateur de Giustino Salvolini, participe à la décoration de la chapelle de la Très-Sainte-Trinité dans l'église abbatiale San Cristoforo, un document daté du 22 août 1564 atteste du paiement de 4 florins à Salvolini et Dolci pour l'exécution de l'œuvre. De la décoration il ne reste que le retable de la Pentecoste qui comprenait aussi les fresques de l'Eterno Padre, Battesimo di Gesù et Apparizione dei tre angeli a Lot. 
En 1560 Luzio Dolci participe à la décoration du cloître Santa Chiara où avec Salvolini il réalise Ascensione, une fresque détachée et conservée actuellement au Musée Diocésain, San Cristoforo e San Biagiopour les piliers latéraux de l'autel (perdus) et le Padiglione degli Angeli peint en collaboration avec Luzio Dolci encore en place. 
En 1579, il peint Natività della Vergine en l'église Santa Chiara de Cagli.
D'un tempérament rugueux, il a été souvent impliqué dans de nombreuses disputes et plaintes. Il a participé à la vie communautaire en tant que prieur en 1574 et en 1590, gonfalonier de Casteldurante. 
En 1575, il exerce la profession d'expert en arpentage.
En plus de son activité de peintre, Dolci a aussi réalisé de nombreux stucs comme dans la décoration de l'église Santa Caterina de Urbania, siège de la Confraternita des artistes dans laquelle Dolci était inscrit. 
On ne connaît aucun objet en majolique de sa main, même si certains documents d'archives le nomment à un âge avancé avec l'attribut vasarius.
Dolci meurt à Casteldurante le 30 octobre 1591.

## Œuvres

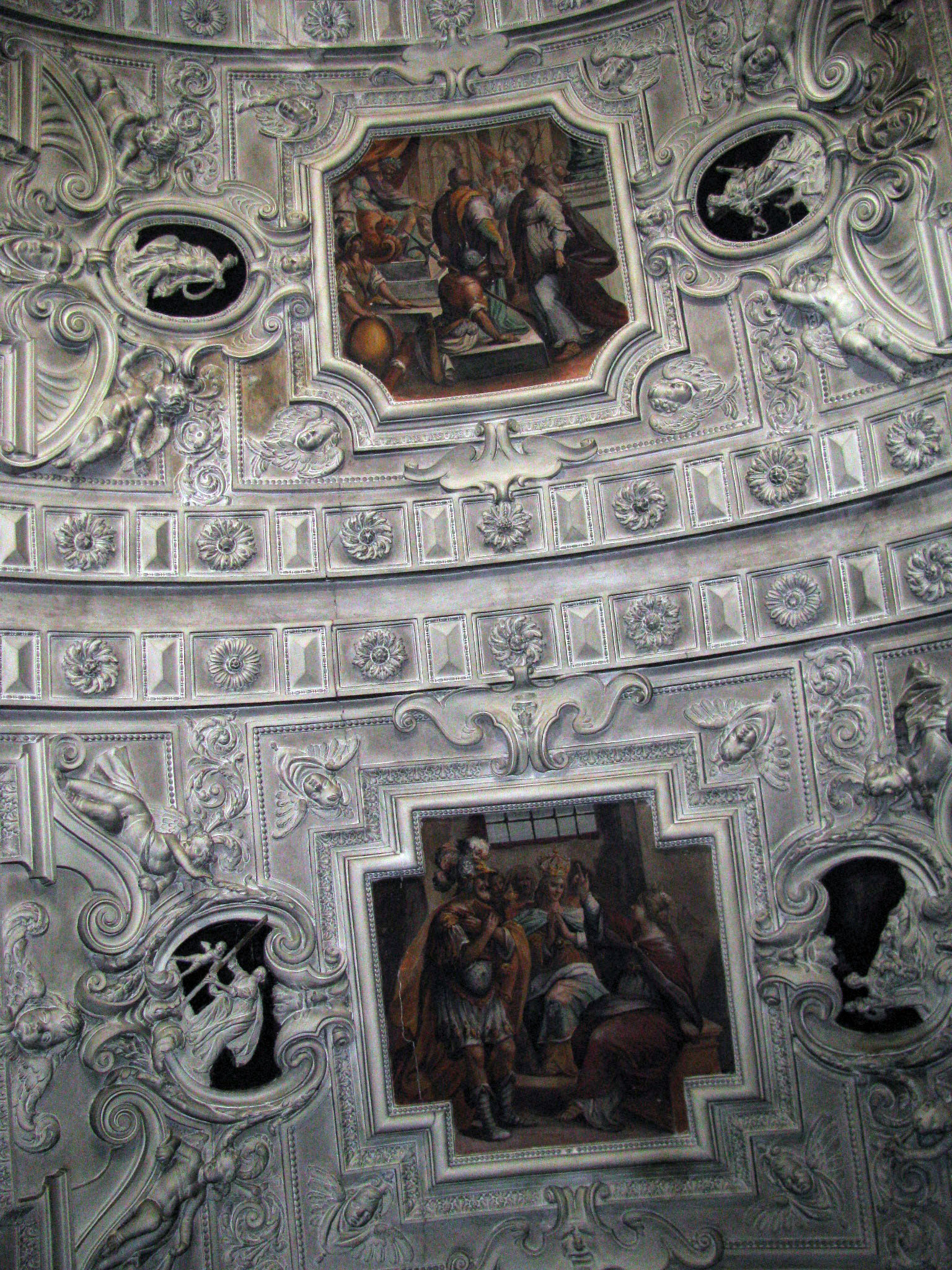
Fresques des Scènes de la vie de sainte Catherine, plafond de l'église sainte Catherine, Urbania.

- Assunzione della Vergine, Museo diocesano, Urbania,
- Madonna con il Bambino, salle communale, Urbania,
- Natività della Vergine (1579), église Santa Chiara, Cagli,
- Scènes de la vie de sainte Catherine, fresque, plafond de l'église sainte Catherine, Urbania.

## Sources
- Voir liens externes